# Orlando City SC
Orlando City SC er en amerikansk professionel fodboldklub baseret i Orlando, Florida, der spiller i Eastern Conference i Major League Soccer (MLS). Orlando City SC begyndte at spille i 2015, og var en udvidelse af ligaen. Holdet er den første MLS-Franchise baseret i staten Florida siden Miami Fusion og Tampa Bay Mutiny der lukkede efter 2001-sæsonen.